# Université Imam-Hossein
L'université Imam Hossein (en persan : دانشگاه امام حسین)  est une université située à Téhéran, en Iran. Elle a été fondée en 1986.

## Professeurs et anciens élèves notables
- Mohsen Fakhrizadeh-Mahabadi
- Hassan Rohani
- Parviz Fattah